# Grad Kostel pri Pregradi
Koordinati:   46°11′06.0″N, 15°44′39.3″E
Grad Kostel pri Pregradi   se je kot srednjeveška mogočna trdnjava nahajal na severnih obronkih Kostelske ali Kuna gore nad zavojem rečice Kosteljine, nedaleč severno od mesteca Pregrada v Hrvaškem Zagorju.  V ruševine je bil prepuščen v 18. stoletju. Do njegovih ruševin je mogoč dostop samo iz zahodne strani.

## Zgodovina
Grad ali utrdba Kostel pri Pregradi se v zgodovinskih virih prvič omenja leta 1330 kot castris Koztol, ko je bil njen lastnik Peter Gising. Čeprav se prvič omenja šele v 14. stoletju, zgodovinarji menijo, da je bil zgrajen sredi 13. stoletja. Hrvaški zgodovinar Drago Miletić meni, da je nastal po letu 1247, saj je tega leta ogrski kralj Béla IV. v neki listini dovolil Farkašu, sinu zagorskega župana Tomaža “de Zagoria”, dovolil, da si zgradi lastne gradove. Po E. Laszowskem, pa naj bi bil Kostel zgrajen med letoma 1260 in 1264, v času vojne med češkim kraljem Otokarjem II. Přemyslom  in ogrskim kraljem  Bélo IV. Laszowski pretpostavlja da ga je zgradil nekdo od Otokarjevih velikašev, ali sam Otokar.
V listinah pa lahko sledimo zgodovini gradu in gospoščine od začetka leta 1399 ko je ogrski kralj Sigismund Luksemburški podaril celjskemu grofu Hermanu II. celotno Zagorsko grofijo in utrdbe in gradove v njej, me njimi tudi Kostel (lat. Costal). V posesti Celjskih je ostal do izumrtja zadnjega Celjana po moški liniji Ulrika II. leta 1456. Celjski so na gradu imeli svoje kastelane.
Po izumrtju Celjskih gospostvo in grad Kostel spet pripade ogrskemu kralju, ki ga podeli  Janu Vitovcu, ki ga za kratek čas nasledita sinova. Ker sta bila tajna zaveznika nemškega cesarja Maksimilijana I. Habsburškega in obtožena izdajstva, jima grad in posestvo, kot vsa druga, ogrski kralj Matija Korvin odvzame in podari svojemu nezakonskemu sinu Ivanu Korvinu, ki 1504 umre brez potomcev. Vdova Beatrica Frankopanska se v drugo poroči s knezom Georgom Brandeburškim, ki leta 1517 postane lastnik Kostela.  Ta ga leta 1523 proda hrvaškemu plemiču banu Jajca Petru Kegleviću Bužimskemu za 13.000 forintov. Hrvaška plemiška družina Keglević iz Bužima je  na gradu Kostel tako našla svoj novi sedež za cela stoletja, potem ko je morala  pred Turki zapustiti svoje posesti v Bosni v okolici Bihaća.
Keglevići ostanejo lastniki Kostela vse do konca 19. stoletja, ko zadnji Keglević gospostvo proda Antonu Kaučiću. Že konec 17. stoletja Keglevići v dolini zgradijo dvorec Gorico in se tja preselijo iz trdnjave Kostel, ki se do konca 18. stoletja spremeni v ruševine. 